# أبورن
أبورن (بالإنجليزية: Auburn)‏ هي مدينة تقع في مقاطعة بارو، جورجيا, مقاطعة غوينيت، جورجيا بولاية جورجيا في الولايات المتحدة. تبلغ مساحة هذه المدينة 16.8 (كم²)، وترتفع عن سطح البحر 320 م، بلغ عدد سكانها 6887 نسمة في عام 2010 حسب إحصاء مكتب تعداد الولايات المتحدة.

## وصلات خارجية
- www.cityofauburn-ga.org
- Cities & Counties - Georgia.gov